# Възнесение Господне (Драгобраще)
„Свето Възнесение Господне“ или „Свети Спас“ (на македонска литературна норма: „Свето Вознесение Господне“, „Свети Спас“) е православна църква във винишкото село Драгобраще, източната част на Република Македония. Част е от Брегалнишката епархия на Македонската православна църква – Охридска архиепископия. Църквата е построена в 1948 година.
Църквата е манастирски храм, разположен южно от селото, на границата със землището на Пекляни. Изградена е в 1948 година на основите на голяма раннохристиянска базилика. Раннохристиянският храм е с размери 40 х 20 m. От него са запазени основите на апсидата, северната и южната стена.
Новият храм в архитектурно отношение е кръстокуполна църква с притвор на запад. При проучвания са открити мраморни колони и други архитектурни остатъци от стария храм. В 1996 година църквата е обновена.